# Partidul pentru Unirea Moldovei
Partidul pentru Unirea Moldovei (PpUM) este un partid politic minor din Republica Moldova constituit la 23 aprilie 1998. Formațiune este succesoarea a Noului Partid Național Moldovenesc (NPNM). NPNM și-a propus să contribuie la prosperarea și afirmarea identității naționale a Republicii Moldova; la consolidarea societății civile și la asigurarea unui mod de viață civilizat pentru toți cetățenii ei. 

## Rezultate electorale
La Alegerile locale generale din 23 mai 1999, NPNM a obținut 4 mandate (0,07%) în consiliile orășenești și sătești. 
La Alegerile parlamentare din 25 februarie 2001, NPNM a participat în componența Blocului Electoral "Alianța Juriștilor și Economiștilor" care a acumulat 14 810 voturi (0,93%). 
La alegerile locale generale din 2003 și la cele parlamentare din 2005 n-a participat. 
La Alegeri locale generale 2011 PpUM nu a obținut nici-un mandat (287 voturi la consilii raionale și municipale — 0,02%, 38 voturi la consilii orășenești și sătești — 0,00%).